# 7327 Кроуфорд
7327 Кроуфорд (7327 Crawford) — астероїд головного поясу, відкритий 6 вересня 1983 року.
Тіссеранів параметр щодо Юпітера — 3,639.